# 戴维灯

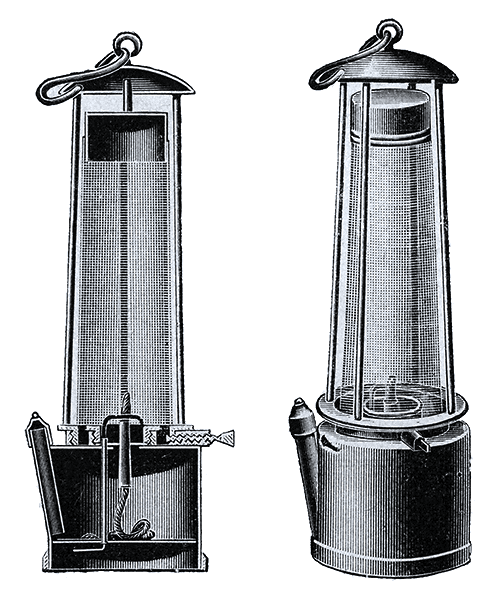
戴维灯示意图

戴维灯（英語：Davy lamp）是用于易燃环境的安全灯，由汉弗里·戴维爵士于1815年发明。它由一个灯芯灯组成，火焰封闭在网状遮罩内。它是为煤矿使用而制造，以减少由于存在甲烷和其他易燃气体而引起的爆炸危险。

## 设计与原理

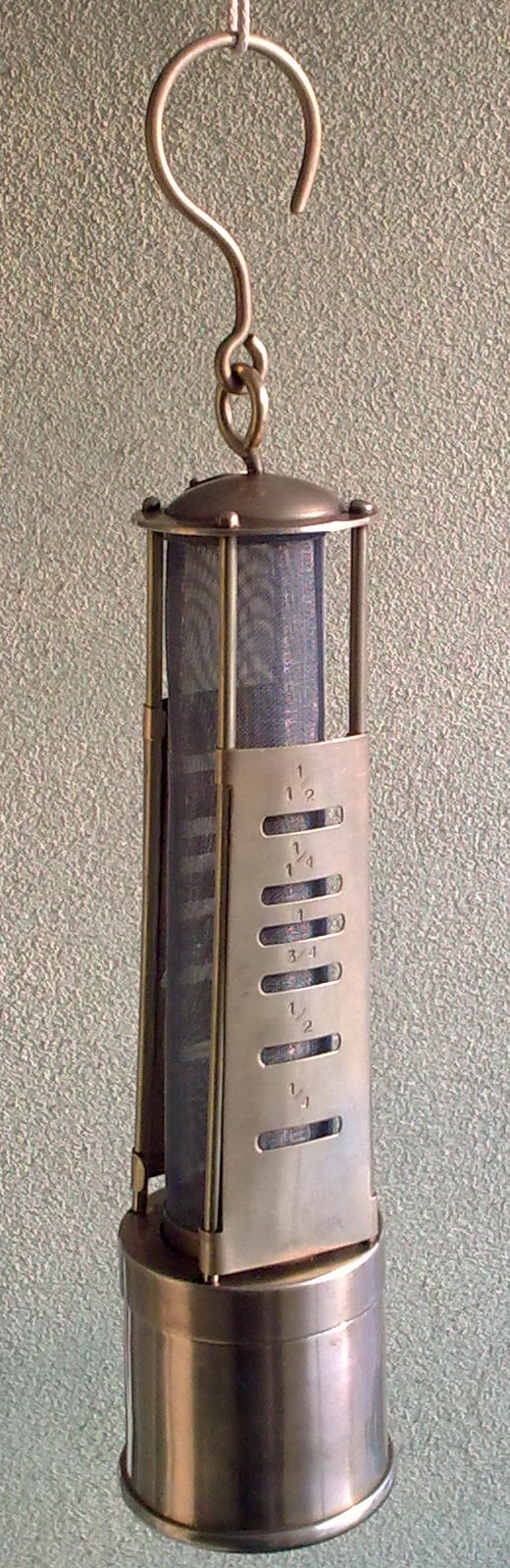
用于火焰高度测量的平开窗戴维灯

9这盏灯由一个灯芯灯组成，火焰封闭在网状遮罩内。遮罩充当阻火器；空气（和任何存在的沼气）可以自由地通过网孔以支持燃烧，但是孔太细而无法让火焰通过它们传播并点燃网孔外的任何沼气。它最初燃烧的是一种重质植物油。
该灯还提供了气体存在的测试。如果存在可燃气体混合物，戴维灯的火焰会燃烧得更高，带有蓝色调。灯配有金属量规来测量火焰的高度。矿工可以将安全灯放置在靠近地面的位置，以检测比空气密度更大的气体，例如二氧化碳，因此可能会聚集在矿井的凹陷处；如果矿井空气缺氧，灯火就会熄灭。甲烷-空气火焰在氧气含量约为17%时熄灭（这仍将维持生命），因此该灯提供了不健康气氛的早期指示，允许矿工在窒息死亡之前离开。